# 기니의 주
기니는 8개 주(Region)로 구성되어 있으며 이들 지방은 다시 33개 현으로 나뉜다. 수도 코나크리는 특별시로 분류된다.

## 주 목록
- 라베주
- 마무주
- 보케주
- 은제레코레주
- 캉칸주
- 코나크리주
- 킨디아주
- 파라나주

## 같이 보기
- ISO 3166-2:GN